# Trap House III
Trap House III — дев'ятий студійний альбом американського репера Gucci Mane, що вийшов 21 травня 2013 р. Сиквел до Back to the Trap House (2007). За словами виконавця, платівка — вуличний альбом. Крім появи на платних сервісах альбом став приступним для безкоштовного завантаження 26 травня. Виконавчі продюсери: Шон Пейн, Drumma Boy. У 2014 вийшов сиквел Trap House 4.

## Реліз, промо
21 лютого 2013 Gucci Mane анонсував випуск Trap House 3: The Guwop Edition 2 липня 2013. 21 лютого видали перший трек «Dirty Cup» з участю 2 Chainz (не потрапив до альбому). 6 березня оприлюднили обкладинку Trap House 3. 12 квітня анонсували нову дату, 21 травня.
4 травня відбулась прем'єра кліпу, 9 травня — треку «Darker», 13 травня — пісні «Use Me», 16 травня — треку «Traphouse 3», 28 травня — кліпу «Traphouse 3», 14 серпня — відео «Darker».

## Комерційний успіх
Платівка дебютувала на 175-ій сходинці Billboard 200 з результатом у 2,5 тис. проданих копій у США за перший тиждень. Найвища позиція у цьому чарті: 116.

## Список пісень
| #   | Назва                                                   | Продюсер(и)                     | Тривалість |
| --- | ------------------------------------------------------- | ------------------------------- | ---------- |
| 1.  | «Traphouse 3» (з участю Rick Ross)                      | Southside, TM88                 | 3:48       |
| 2.  | «Mama» (з участю SickPen)                               | Get Money                       | 4:23       |
| 3.  | «Use Me» (з участю 2 Chainz)                            | Honorable C.N.O.T.E.            | 3:50       |
| 4.  | «Nuthin on Ya» (з участю Wiz Khalifa)                   | C4, DJ Spinz                    | 4:01       |
| 5.  | «Hell Yes»                                              | Honorable C.N.O.T.E.            | 4:19       |
| 6.  | «I Heard» (з участю Rich Homie Quan)                    | Honorable C.N.O.T.E., Lex Luger | 3:36       |
| 7.  | «Fuck with Me»                                          | Drumma Boy                      | 3:00       |
| 8.  | «Thirsty»                                               | C4, DJ Spinz                    | 3:37       |
| 9.  | «Can't Trust Her» (з участю Rich Homie Quan)            | Lex Luger                       | 3:47       |
| 10. | «Darker» (з участю Chief Keef)                          | Southside, TM88                 | 4:36       |
| 11. | «D.I.G. Dipped in Gold»                                 | Drumma Boy                      | 4:12       |
| 12. | «Tell Em' That» (з участю Shawty Lo та Peewee Longway)  | C4, DJ Spinz                    | 3:59       |
| 13. | «Muddy» (з участю Young Dolph та Young Scooter)         | Zaytoven                        | 4:15       |
| 14. | «Point in My Life»                                      | Dun Deal                        | 3:30       |
| 15. | «Chasen Paper» (з участю Rich Homie Quan та Young Thug) | Honorable C.N.O.T.E.            | 4:16       |
| 16. | «Off the Leash» (з участю Peewee Longway та Young Thug) | Honorable C.N.O.T.E.            | 4:50       |
| 17. | «Nobody»                                                | Drumma Boy                      | 3:05       |